# 鎖骨頭蓋異形成症
鎖骨頭蓋異形成症（さこつとうがいいけいせいしょう、 Cleidocranial dysostosis、CCD ）は、鎖骨頭蓋形成不全症（さこつとうがいけいせいふぜんしょう、cleidocranial dysplasia）とも呼ばれ、主に骨や歯に影響を与える先天性欠損症である。一般的に鎖骨の発達が不十分または無形成のため、肩幅が狭いことが多い。頭蓋骨の前部は遅くなるまで閉じないことが多く、人によっては平均よりも身長が低いことが多い。その他の症状には、額が大きく目立つ、目と目の間が広い、歯列の異常、平らな鼻、などがあげられる。症状は人によって異なるが、一般的に知能的な影響は受けない。
鎖骨頭蓋異型成症は、両親から受け継がれる場合と新しく突然変異によって発症する場合がある。遺伝の場合は常染色体優性によるものである。病因は骨形成に関与するRUNX2遺伝子の欠陥によるものである。診断は、疑われる症状とX線に基づき、遺伝子検査により確認される。同様の症状を引き起こす可能性のある他の症状には、下顎骨異形成症、濃化異骨症、骨形成不全症、ハジュ・チーニー症候群、などがある。
治療には、頭蓋骨を保護するための装置や歯科治療などの支援治療である。特定の骨の異常を修復するために手術が行われる場合がある。一般的に平均寿命は健常者と変わらない。
鎖骨頭蓋異型成症の有病率は、100万人に約1人である。一般的に男性と女性は同等に発症する。症状につての現代の記述は早くても1896年には説明されている。病名のCleidocranial dysostosisは、鎖骨を意味するcleido 、ギリシャ語で頭蓋骨を意味するκρανιὀςからのcranial、異常な骨の形成を意味するdysostosisに由来する。